# Gustaf Jonsson
Karl Gustaf Jonsson (ur. 7 lipca 1903 w Lycksele, zm. 30 lipca 1990 w Sztokholmie) – szwedzki biegacz narciarski, srebrny medalista olimpijski.

## Kariera
Jego olimpijskim debiutem były igrzyska w Sankt Moritz w 1928 roku. W swoim jedynym starcie, w biegu na 50 km techniką klasyczną wywalczył srebrny medal. W biegu tym stracił do zwycięzcy, Pera-Erika Hedlunda, także reprezentanta Szwecji, 13 minut i 27 sekund co do dzisiaj pozostaje największą różnicą między pierwszym a drugim zawodnikiem w olimpijskiej historii biegów narciarskich. Cztery lata później, podczas igrzysk olimpijskich w Lake Placid na tym samym dystansie zajął dziewiąte miejsce.
W 1926 roku wystartował na mistrzostwach świata w Lahti. W biegu na 50 km zajął tam piąte miejsce, a w biegu na dystansie 30 km był czwarty, przegrywając walkę o brązowy medal z Velim Saarinenem z Finlandii. Trzy lata później, na mistrzostwach świata w Zakopanem zajął piąte miejsce zarówno w biegu na 17 jak i na 50 km techniką klasyczną.

## Osiągnięcia

### Igrzyska olimpijskie
| Miejsce | Dzień     | Rok  | Miejscowość  | Konkurencja             | Wynik     | Strata     | Zwycięzca        |
| ------- | --------- | ---- | ------------ | ----------------------- | --------- | ---------- | ---------------- |
| 2.      | 14 lutego | 1928 | Sankt Moritz | 50 km stylem klasycznym | 4:52:03 h | +13:27 min | Per-Erik Hedlund |
| 9.      | 13 lutego | 1932 | Lake Placid  | 50 km stylem klasycznym | 4:28:00 h | +21:52 min | Veli Saarinen    |

### Mistrzostwa świata
| Miejsce | Dzień    | Rok  | Miejscowość | Konkurencja             | Czas biegu | Strata     | Zwycięzca        |
| ------- | -------- | ---- | ----------- | ----------------------- | ---------- | ---------- | ---------------- |
| 4.      | 4 lutego | 1926 | Lahti       | 30 km stylem klasycznym | 2:20.55 h  | +7:32 min  | Matti Raivio     |
| 5.      | 6 lutego | 1926 | Lahti       | 50 km stylem klasycznym | 4:18.18 h  | +11:37 min | Matti Raivio     |
| 5.      | 7 lutego | 1929 | Zakopane    | 18 km stylem klasycznym | 1:20.03 h  | +3:33 min  | Veli Saarinen    |
| 5.      | 9 lutego | 1929 | Zakopane    | 50 km stylem klasycznym | 3:50.01 h  | +8:06 min  | Anselm Knuuttila |